# Комендор-сержант

Нашивка сержанта-комендора

Комендор-сержант, сержант артилерії (англ. Gunnery Sergeant (GySgt)) — одне з військових звань сержантського складу Корпусу морської піхоти США.
В Корпусі морської піхоти це звання відноситься до сьомого ступеня військової ієрархії (E-7), вище за звання штаб-сержант та нижче за звання майстер-сержант та перший сержант. У морській піхоті сержанти-комендори дуже часто мають неофіційне прізвище-скорочення «гані» (англ. Gunny)

## Історія
Військове звання сержант-комендор з'явилося у системі військової ієрархії Корпусу морської піхоти разом з вищим званням майстер сержант-комендор за часів іспано-американської війни 1898 року й продовжувало існувати з перервами до сьогодення у сучасній морської піхоті. Значної реорганізації система військових звань зазнала в ході реформи 1958—1959 років.
Сержант-комендор у піхотних і підрозділах бойової підтримки (тобто, усі інші наземні бойові структурні підрозділи морської піхоти) зазвичай служить на посадах, як ротний або батарейний сержант-комендор, а також як взводний сержант й командир взводу вогневої підтримки типу кулеметного, мінометного, штурмового, ПТКР тощо. Також сержант-комендор у морській піхоті може займати позиції взводного сержанта або командира секції танків чи амфібійних бойових броньованих машин. У ротній ланці сержант-комендор разом з командиром, а у батальйонній ланці разом з начальником штабу виконує обов'язки сержанта з оперативного планування та проведення заходів бойової підготовки особового складу.